# John Smith (philosophe)
Pour les articles homonymes, voir John Smith et Smith.
John Smith, né en 1618 à Achurch (village près de Oundle, Northamptonshire), et mort le 7 août 1652 à Cambridge est un philosophe et théologien anglais.

## Biographie
À partir de 1636 John Smith est étudiant à l'Emmanuel College de Cambridge. Il obtient le baccalauréat ès arts en 1641 et, en 1644, il est maître ès arts. Son tuteur est Benjamin Whichcote.
John Smith enseigne les mathématiques et l'hébreu au Queens' College.
John Smith est l’un des premiers représentants du mouvement des platoniciens de Cambridge. Pour Philippe Hamou Smith distingue "quatre degrés de connaissance hiérarchisés : les sens combinés à la raison; la raison associée aux notions innées ; la raison désincarnée dans son acte de réflexion sur elle-même ; enfin l’amour divin. À ces quatre types de connaissance devaient correspondre quatre types d’individus, la vertu étant présentée comme le moyen ou le chemin permettant aux hommes de s’élever vers le type suprême de connaissance et d’être, en transcendant progressivement toutes les passions terrestres".

## Publications
Select Discourses of Divinity. Ses discours choisis de théologie ne sont édités qu'après sa mort, en 1660, par John Worthington, un de ses proches, étudiant au même collège (réédition en anglais Palala Press, 2018, 640 pages (ISBN 978-137752614) édité erroné